# Hans Fitting (Botaniker)

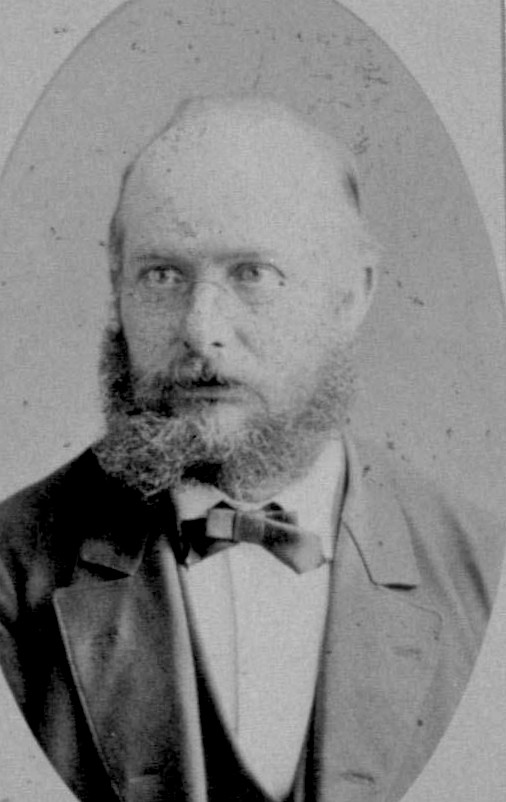
Hans Fitting, 1908

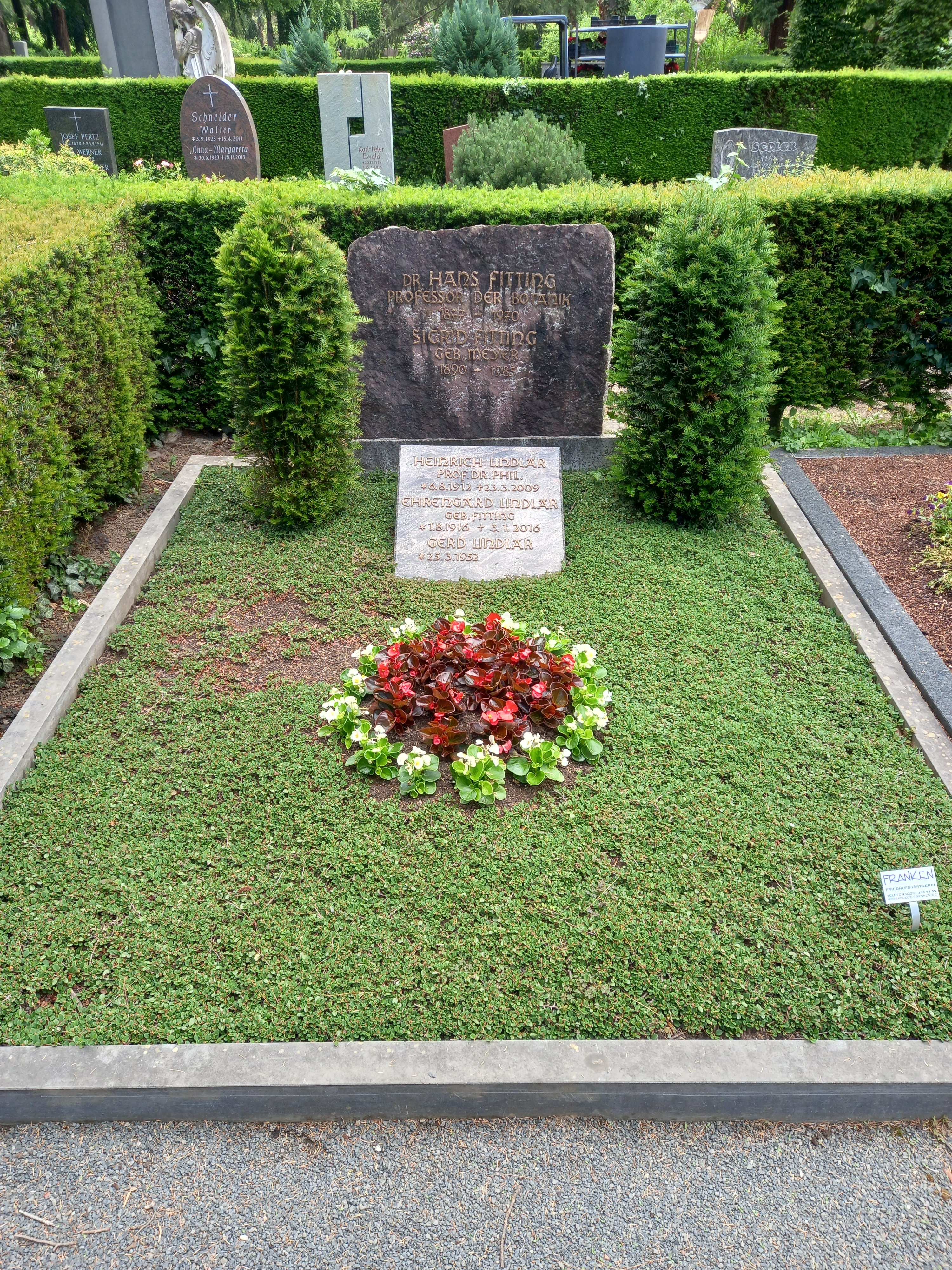
Das Grab von Hans Fitting und seiner Ehefrau Sigrid geborene Meyer im Familiengrab auf dem Südfriedhof (Bonn)

Johannes Theodor Gustav Ernst Fitting (* 23. April 1877 in Halle (Saale); † 6. Juli 1970 in Köln) war ein deutscher Botaniker. 

## Leben
Der 1877 in Halle geborene Fitting studierte nach dem Besuch des dortigen Stadtgymnasiums Mathematik und Naturwissenschaften in Halle und Straßburg. 1900 promovierte er in Straßburg zum Dr. math.-nat. Im Anschluss arbeitete er beim Pflanzenphysiologen Wilhelm Pfeffer in Leipzig, ehe er 1902 eine Assistentenstelle in Tübingen antrat. Nach der Habilitation im Jahre 1903 konnte Fitting mit der Unterstützung durch ein Reichsstipendium in den Jahren 1907 und 1908 eine Forschungsreise nach Ceylon und Java unternehmen. Danach übernahm er ein besoldetes Extraordinariat an der Universität Straßburg. 1910 wechselte er als Extraordinarius nach Halle. Im Jahr 1911 folgte er einem Ruf aus Hamburg, wo er zum Direktor der botanischen Staatsinstitute und zum Professor am Kolonialinstitut bestellt wurde. Ab 1912 wirkte Fitting als Direktor des botanischen Gartens an der Universität Bonn. Dort amtierte er 1918, 1919 und 1945 als Dekan der Philosophischen Fakultät sowie 1921 und 1922 als Rektor. Fitting war Mitglied mehrerer Akademien, so etwa seit 1914 der Leopoldina und ab 1937 der Preußischen Akademie der Wissenschaften. 1929 bis 1930 war er Vorsitzender der Gesellschaft Deutscher Naturforscher und Ärzte. 1952 wurde er mit dem Verdienstkreuz (Steckkreuz) der Bundesrepublik Deutschland ausgezeichnet, später erhielt er das Große Verdienstkreuz.
Johannes Fitting wurde 1949 emeritiert und verstarb 1970 im Alter von 93 Jahren in Köln. Er wurde auf dem Bonner Südfriedhof beigesetzt.

## Wirken
Johannes Fitting lieferte wichtige Beiträge zur Pflanzenphysiologie, speziell zum Hapto-, Geo- und Phototropismus an natürlichen Standorten. Des Weiteren wies er auf die Bedeutung der botanischen Feldforschung für die vergleichend-morphologische Merkmalsanalyse und Taxonomie hin. Im Jahre 1909 isolierte Johannes Fitting einen wachstumsfördernden Stoff aus den Pollinien von Orchideen, der später als Indolylessigsäure erkannt wurde, und entdeckte somit das erste Pflanzenhormon, nämlich Auxin.

## Werke (Auswahl)
- Sporen im Buntsandstein – die Makrosporen von Pleuromeia? In: Berichte der Deutschen Botanischen Gesellschaft, XXV, Gebrüder Borntraeger, Berlin 1907, S. 434–442
- Die Pflanze als lebender Organismus, 1917
- Aufgaben und Ziele einer vergleichenden Physiologie auf geographischer Grundlage, 1922
- Die ökologische Morphologie der Pflanzen im Lichte neuerer physiologischer und pflanzengeographischer Forschungen, 1926
- Die Theorie der Automorphismenringe Abelscher Gruppen und ihr Analogon bei nichtkommutativen Gruppen, 1933
- Grundzüge der Vererbungslehre, 1949